# دادورز
دادورز یا مامور اجرای احکام در حقوق ایران به شخصی دولتی گفته می‌شود که به دستور مقام قضایی مسئولیت اجرای مفاد و مندرجات اجرائیه دادگاه یا اداره ثبت اسناد و املاک کشور را بر عهده دارد.